# HMS Bullen (K469)
HMS Bullen (K 469) là một tàu frigate lớp Captain của Hải quân Hoàng gia Anh hoạt động trong Chiến tranh Thế giới thứ hai. Nó nguyên được Hoa Kỳ chế tạo như là chiếc BDE-78 (chưa đặt tên), một tàu hộ tống khu trục lớp Buckley, và chuyển giao cho Anh Quốc theo Chương trình Cho thuê-Cho mượn (Lend-Lease). Tên nó được đặt theo Đô đốc Charles Bullen (1769-1853), hạm trưởng chiếc HMS Britannia (1762) và đã từng tham gia các cuộc  Chiến tranh Cách mạng Pháp và Chiến tranh Napoleon. Nó đã phục vụ trong chiến tranh cho đến khi bị đánh chìm do trúng ngư lôi phóng từ tàu ngầm U-775 ngoài khơi Sutherland, Scotland vào ngày 6 tháng 12, 1944.

## Thiết kế và chế tạo
Buckley là một trong số sáu lớp tàu hộ tống khu trục được Hải quân Hoa Kỳ chế tạo nhằm đáp ứng nhu cầu hộ tống vận tải trong Thế Chiến II, sau khi Hoa Kỳ chính thức tham chiến vào cuối năm 1941. Chúng hầu như tương tự nhau, chỉ với những khác biệt về hệ thống động lực và vũ khí trang bị. Động cơ của phân lớp Backley bao gồm hai turbine hơi nước General Electric để dẫn động hai máy phát điện vận hành hai trục chân vịt, và dàn vũ khí chính bao gồm 3 khẩu pháo pháo 3 in (76 mm)/50 cal.
Những chiếc phân lớp Buckley (TE) có chiều dài ở mực nước 300 ft (91 m) và chiều dài chung 306 ft (93 m); mạn tàu rộng 37 ft 1 in (11,30 m) và độ sâu mớn nước khi đầy tải là 11 ft 3 in (3,43 m). Chúng có trọng lượng choán nước tiêu chuẩn 1.430 tấn Anh (1.450 t); và lên đến 1.823 tấn Anh (1.852 t) khi đầy tải. Hệ thống động lực bao gồm hai nồi hơi và hai turbine hơi nước General Electric công suất 13.500 mã lực (10.100 kW), dẫn động hai máy phát điện công suất 9.200 kilôwatt (12.300 hp) để vận hành hai trục chân vịt;  công suất 12.000 hp (8.900 kW) cho phép đạt được tốc độ tối đa 23 kn (26 mph; 43 km/h). Con tàu mang theo 359 tấn Anh (365 t) dầu đốt, cho phép di chuyển đến 6.000 nmi (6.900 mi; 11.000 km) ở vận tốc đường trường 12 kn (14 mph; 22 km/h).
Vũ khí trang bị bao gồm pháo 3 in (76 mm)/50 cal trên ba tháp pháo nòng đơn đa dụng (có thể đối hạm hoặc phòng không), gồm hai khẩu phía mũi và một khẩu phía đuôi. Vũ khí phòng không tầm gần bao gồm hai pháo Bofors 40 mm và tám pháo phòng không Oerlikon 20 mm. Con tàu có ba ống phóng ngư lôi Mark 15 21 inch (533 mm). Vũ khí chống ngầm bao gồm một dàn súng cối chống tàu ngầm Hedgehog Mk. 10 (có 24 nòng và mang theo 144 quả đạn); hai đường ray Mk. 9 và bốn máy phóng K3 Mk. 6 để thả mìn sâu. Thủy thủ đoàn đầy đủ bao gồm 200 sĩ quan và thủy thủ.
Bullen được đặt lườn như là chiếc BDE-78 tại xưởng tàu của hãng Bethlehem-Hingham Steel Shipyard ở Hingham, Massachusetts vào ngày 17 tháng 5, 1943 và được hạ thủy vào ngày 7 tháng 8, 1943. Con tàu được chuyển giao cho Anh Quốc và nhập biên chế cùng Hải quân Anh như là chiếc HMS Bullen (K469) vào ngày 25 tháng 10, 1943 dưới quyền chỉ huy của Hạm trưởng, Đại úy Hải quân Anthony Heron Parrish.

## Lịch sử hoạt động
Đang khi hoạt động cùng Đội hộ tống 19 vào ngày 6 tháng 12, 1944 tại vùng biển về phía Tây Bắc Strathy Point, Sutherland, Scotland, Bullen đã trúng ngư lôi phóng từ tàu ngầm U-boat Đức U-775 và đắm tại tọa độ 58°30′B 5°03′T / 58,5°B 5,05°T. Trong số thành viên thủy thủ đoàn, có 71 người tử trận và 97 người sống sót được cứu vớt. Xác tàu đắm của được chỉ định là một địa điểm được bảo vệ theo Đạo luật Bảo vệ Di sản Quân sự 1986. 